# 長谷川幸洋
長谷川 幸洋（はせがわ ゆきひろ、1953年〈昭和28年〉1月18日 - ）は、日本のジャーナリスト、元新聞記者。元東京・中日新聞論説副主幹。

## 来歴
千葉県生まれ。千葉県立千葉高等学校、慶應義塾大学経済学部卒業後、1977年中日新聞社入社、1987年、東京新聞経済部へ異動。1989年、ジョンズ・ホプキンス大学高等国際問題研究大学院 (SAIS) で国際公共政策修士 (MIPP)。東京本社外報部、ブリュッセル支局長、1999年に論説委員に就任し、2010年、論説副主幹に就任。2017年3月1日付人事にて、副主幹から外れた。2018年3月31日付で定年退職し、以後はフリーランスのジャーナリストとして活動。2009年、第18回山本七平賞を受賞。

## 人物
- 東京新聞・中日新聞社説のほか『現代ビジネス』、『FACTA』、『週刊ポスト』、『四国新聞』で署名コラムを連載。また、テレビ・ラジオ番組にて論評や司会にて出演している。しかし、後述の自身の主張に対して、2014年頃から同社の取締役論説主幹である深田実から「君には社説は担当させない」と通告され、東京新聞のオーナーへ依頼し仲裁に入って貰っていたが、退職まで担当する事は無かった。
- 司会を務めた『ニュース女子』が、「東京新聞論説副主幹」の肩書を使って出演していながら、社論と異なる放送内容（2017年3月13日の放送にて反証）だったために東京新聞に批判が殺到したことへの責任を問われ、前述の人事にて副主幹からの異動となった[3][4]。「沖縄の基地反対運動について事実でない内容を放送した」と批判されたのに対して正面から答えることなく、自身が司会を務めていた『ニュース女子』を含めた出演番組内で、自社の論調と違う主張を持っているために内外から批判されていると、事実ではないことを主張し、自身が出演する『ザ・ボイス』2017年2月6日放送分にて「社外で発言することが自社の報道姿勢と違っていても、それを保障すること自体が言論の自由を守ることで、排除していたら北朝鮮と一緒だ」と反論している[5]。
- 週刊ポストの2012年2月10日号に、財政再建について財務省が国の借金と家計の住宅ローンを比較していることを批判し、「住宅ローンは完済しなければならないが、国は永遠に続くので、借金が永遠に続いても何も問題はない」と述べ、財政では国家と借金を比較してその規模の増減によって判断すべきという記事を寄稿している[6]。
- 「記者クラブ側に属しながら堂々と記者クラブ批判を出来る唯一の人物」と、上杉隆から評される[7]。
- 全日本スキー連盟公認準指導員[8][9][10][11]。

## 著作

### 単著
- 『経済危機の読み方 ―日米「破局のシナリオ」―』講談社現代新書、2001年5月。ISBN 978-4061495562。
- 『謎とき日本経済50の真相 ―俗説・タテマエ一刀両断―』飛鳥新社、2003年6月。ISBN 978-4870315488。
- 『官僚との死闘七〇〇日』講談社、2008年7月30日。ISBN 978-4062148757。
- 『日本国の正体 政治家・官僚・メディア ―本当の権力者は誰か―』講談社、2009年7月1日。ISBN 978-4062950503。
- 『政府はこうして国民を騙す』講談社、2013年1月18日。ISBN 978-4062186940。
- 『2020年新聞は生き残れるか』講談社、2013年11月28日。ISBN 978-4062186940。
- 『明日の日本を予測する技術 ―「権力者の絶対法則」を知ると未来が見える!―』講談社、2018年12月13日。ISBN 978-4-06-514101-4。

### 共著
- ケント・ギルバート『ケント&幸洋の大放言! ―中・韓・沖縄にはびこるペテン師たちの正体―』ビジネス社、2017年6月17日。ISBN 978-4828419602。
- 森下竜一『新型コロナの正体 ―日本はワクチン戦争に勝てるか!?―』ビジネス社、2020年5月23日。ISBN 978-4828421902。
- 森下竜一『どうする!?感染爆発!! ―日本はワクチン戦略を確立せよ!―』ビジネス社、2020年8月26日。ISBN 978-4828421902。

## 公職

### 有識者委員
- 財政制度等審議会臨時委員（2005 - 2008年）
- 政府税制調査会委員（2006年）
- 日本記者クラブ企画委員（2007年 - 2015年）
- 総務省ふるさと納税研究会委員（2007年）
- 内閣府官民人材交流センターの制度設計に関する懇談会委員（2007年）
- 道州制ビジョン懇談会委員（2007年 - 2009年）
- 大阪市人事監察委員会委員（2012年 - 2013年）
- 規制改革会議委員（2013年1月23日 - 2016年7月31日）
- 内閣府規制改革推進会議委員[12]（2016年9月 - 2019年7月）

## 出演番組

### 現在

#### ラジオ
- 飯田浩司のOK! Cozy up!（ニッポン放送）※火曜（隔週）：2018年4月10日 -

#### インターネット動画配信
- 長谷川幸洋と高橋洋一のNEWSチャンネル：2020年3月 -
- 長谷川幸洋のニュース実験室with高橋洋一：2019年1月 - 2019年12月

### 過去

#### テレビ
- みんなのニュース ONE（東海テレビ）
- ニュース女子（DHCシアター）※MC（主宰）：2015年4月 - 2018年4月
- そこまで言って委員会NP（読売テレビ）：2014年7月27日 - 2020年2月2日

不定期
- 朝まで生テレビ!（テレビ朝日）
- ビートたけしのTVタックル（テレビ朝日）
- 激論!クロスファイア（BS朝日）
- モーニングCROSS（TOKYO MX）
- めんたいワイド（福岡放送）
- ニュースザップ（BSスカパー!）

#### インターネット動画配信
- AbemaPrime（AbemaNews）：2018年5月11日
- 放言BARリークス〜酒と政治とおカネと女〜（DHCテレビ）：2017年4月
- 真相深入り!虎ノ門ニュース：2021年9月 - 2022年11月

#### ラジオ
- Jam the WORLD（J-WAVE）※木曜：2013年11月 - 2014年3月
- ザ・ボイス そこまで言うか!（ニッポン放送）※月曜：2016年4月 - 2018年3月26日